# Équipe cycliste Champion System
Pour l'équipe créée fin 2014 pour une première saison en 2015, voir Équipe cycliste CCT-Champion System.
L'équipe cycliste Champion System est une équipe cycliste chinoise, d'origine arménienne puis hongkongaise, active entre 2010 et 2013. Lors de ces deux premières années d'existence, elle court avec le statut d'équipe continentale, puis elle devient une équipe continentale professionnelle en 2012 et 2013. Elle est créée en 2010 sous licence arménienne. Son siège est situé à Langnau bei Reiden, en Suisse. Elle est dirigée par Markus Kammermann. Celui-ci a dirigé en 2008 l'équipe suisse Stegcomputer-CKT-Cogeas, qui a fusionné en 2009 avec l'équipe sud-africaine Neotel pour former l'équipe Stegcomputer-Neotel. Plusieurs coureurs de CKT Tmit-Champion System sont issus de ces équipes. Il n'y a pas eu de saison 2014 mais en 2015, le sponsor Champion System revient dans le cyclisme avec une équipe continentale néo-zélandaise.
L'équipe ne doit pas être confondue avec les équipes Giant-Champion System et CCT-Champion System.

## Histoire de l'équipe
D'abord arménienne en 2010 l'équipe passe sous pavillon chinois en 2011 car la fédération arménienne n'a pas les moyens de soutenir l'équipe. 
En 2011, l'equipe Champion System a le statut d'équipe continentale. En 2012, elle obtient celui d'équipe continentale professionnelle, ce qui peut lui permettre d'obtenir des invitations pour des compétitions de l'UCI World Tour.
À la suite du retrait de son sponsor qui s'engage avec la formation Lampre-Merida, l'équipe disparaît à la fin de l'année 2013.

## Principales victoires

### Classiques
- Jurmala Grand Prix : Jaan Kirsipuu (2011)

### Championnats nationaux
- Championnat du Canada sur route : 1
  - Course en ligne : 2013 (Zachary Bell)
- Championnat de Chine sur route : 1
  - Course en ligne : 2012 (Xu Gang)
- Championnat d'Estonie sur route : 1
  - Course en ligne : 2011 (Mart Ojavee)
- Championnat d'Irlande sur route : 1
  - Course en ligne : 2013 (Matthew Brammeier)

## Classements UCI

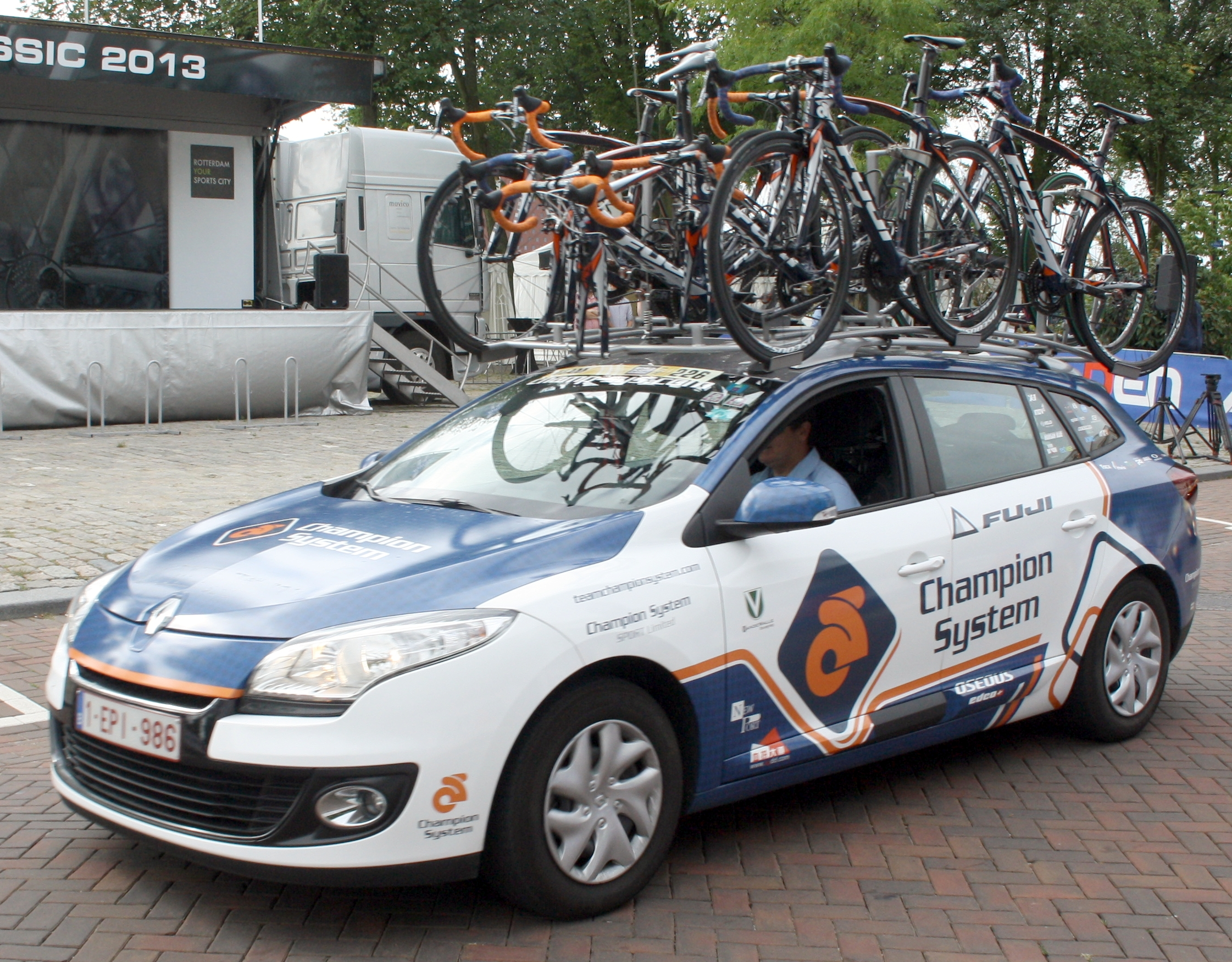
Véhicule d'assistance de l'équipe.

L'équipe participe aux épreuves des circuits continentaux. Le tableau ci-dessous présente les classements de l'équipe sur les circuits, ainsi que son meilleur coureur au classement individuel.
UCI America Tour
| Saison | Classement par équipes | Meilleur coureur au classement individuel |
| ------ | ---------------------- | ----------------------------------------- |
| 2011   | 30e                    | Matthias Friedemann (170e)                |
| 2012   | 30e                    | Matthias Friedemann (184e)                |
| 2013   | 17e                    | Zachary Bell (61e)                        |

UCI Asia Tour
| Saison | Classement par équipes | Meilleur coureur au classement individuel |
| ------ | ---------------------- | ----------------------------------------- |
| 2010   | 25e                    | Jaan Kirsipuu (69e)                       |
| 2011   | 25e                    | Jaan Kirsipuu (71e)                       |
| 2012   | 5e                     | Cameron Wurf (10e)                        |
| 2013   | 17e                    | Mohammed Adiq Husainie Othman (37e)       |

UCI Europe Tour
| Saison | Classement par équipes | Meilleur coureur au classement individuel |
| ------ | ---------------------- | ----------------------------------------- |
| 2010   | 78e                    | Jaan Kirsipuu (207e)                      |
| 2011   | 77e                    | Jaan Kirsipuu (243e)                      |
| 2012   | 83e                    | Clinton Avery (272e)                      |
| 2013   | 95e                    | Matthew Brammeier (345e)                  |

UCI Oceania Tour
| Saison | Classement par équipes | Meilleur coureur au classement individuel |
| ------ | ---------------------- | ----------------------------------------- |
| 2010   | 13e                    | Jaan Kirsipuu (17e)                       |
| 2012   | 10e                    | William Clarke (20e)                      |
| 2013   | 9e                     | Clinton Avery (38e)                       |

## Champion System en 2013[3]

### Effectif
| Coureur                       | Date de naissance | Nationalité      | Équipe 2012               | Équipe 2014                     |
| ----------------------------- | ----------------- | ---------------- | ------------------------- | ------------------------------- |
| Ryan Anderson                 | 22.07.1987        | Canada           | SpiderTech-C10            | Optum-Kelly Benefit Strategies  |
| Clinton Avery                 | 03.12.1987        | Nouvelle-Zélande | Champion System           |                                 |
| Zachary Bell                  | 14.11.1982        | Canada           | SpiderTech-C10            | SmartStop                       |
| Chad Beyer                    | 15.08.1986        | États-Unis       | Competitive Racing        | 5-Hour Energy                   |
| Matthew Brammeier             | 07.06.1985        | Irlande          | Omega Pharma-Quick Step   | Synergy Baku Project            |
| Chris Butler                  | 16.02.1988        | États-Unis       | Champion System           | Hincapie Sportswear Development |
| Chun Kai Feng                 | 02.11.1988        | Taipei chinois   | Action                    | Gusto                           |
| Matthias Friedemann           | 17.08.1984        | Allemagne        | Champion System           |                                 |
| Xu Gang                       | 28.01.1984        | Chine            | Champion System           | Lampre-Merida                   |
| Gregor Gazvoda                | 15.10.1981        | Slovénie         | AG2R La Mondiale          | Gebrüder Weiss-Oberndorfer      |
| Jang Chan-jae                 | 06.01.1989        | Corée du Sud     | Terengganu                | OCBC Singapore Continental      |
| Wu Kin San                    | 04.05.1985        | Hong Kong        | Champion System           |                                 |
| Jiang Kun                     | 23.11.1986        | Chine            | Champion System           |                                 |
| Craig Lewis                   | 10.01.1985        | États-Unis       | Champion System           | Retraite                        |
| Biao Liu                      | 15.03.1988        | Chine            | Champion System           | Qinghai Tianyoude               |
| Ryota Nishizono               | 01.09.1987        | Japon            | Bridgestone Anchor        |                                 |
| Mart Ojavee                   | 09.11.1981        | Estonie          | Champion System           |                                 |
| Mohammed Adiq Husainie Othman | 29.04.1991        | Malaisie         | Champion System           | Terengganu                      |
| Jiao Pengda                   | 13.06.1986        | Chine            | Champion System           | Gan Su Sports Lottery           |
| Ryan Roth                     | 10.01.1983        | Canada           | SpiderTech-C10            | Jet Fuel Coffee-Norco Bicycles  |
| Fabian Schnaidt               | 27.10.1990        | Allemagne        | Specialized Concept Store | Vorarlberg                      |
| Tang Wang Yip                 | 05.06.1984        | Hong Kong        |                           |                                 |
| Bobbie Traksel                | 03.11.1981        | Pays-Bas         | Landbouwkrediet-Euphony   | An Post-ChainReaction           |
| Stagiaire                     | Date de naissance | Nationalité      | Équipe 2013               | Équipe 2014                     |
| Gregory Brenes                | 21.04.1988        | Costa Rica       | Coopenae-Movistar-Economy | Jamis-Hagens Berman             |
| Fu Shiu Cheung                | 15.01.1992        | Hong Kong        |                           |                                 |
| Dion Smith                    | 03.03.1993        | Nouvelle-Zélande | Predator Carbon Repair    | Hincapie Sportswear Development |

### Victoires
| Date       | Course                          | Pays           | Classe | Vainqueur         |
| ---------- | ------------------------------- | -------------- | ------ | ----------------- |
| 21/03/2013 | 4e étape du Tour de Taïwan      | Taipei chinois | 2.1    | Zachary Bell      |
| 14/06/2013 | 6e étape du Tour de Corée       | Corée du Sud   | 2.2    | Zachary Bell      |
| 22/06/2013 | Championnat du Canada sur route | Canada         | CN     | Zachary Bell      |
| 23/06/2013 | Championnat d'Irlande sur route | Irlande        | CN     | Matthew Brammeier |